# Dickey Flat Waterfalls
Die Dickey Flat Waterfalls (auch bekannt als Waitawheta Cascades) sind ein Wasserfall südöstlich der Karangahake Gorge in der Kaimai Range der Region Waikato auf der Nordinsel Neuseelands. Er liegt im Lauf des Waitawheta River. Seine Fallhöhe über einige Kaskaden beträgt etwa 4 Meter. Nur wenige Kilometer nordwestlich von ihm befinden sich die Owharoa Falls.
Vom Campingplatz am Ende der Dickey Flat Road in der Ortschaft Waikano führt ein 1½-stündiger Retourwanderweg zum Wasserfall. Die ausladende Gumpe unterhalb des Wasserfalls ist eine beliebte Badestelle.